# I maghi del garage
I maghi del garage (Car SOS) è una serie televisiva inglese trasmessa in prima visione nel Regno Unito dal 2013 su National Geographic Channel e replicato poi su Channel 4 e More4. Il programma è presentato da Tim Shaw e Fuzz Townshend. In Italia venne trasmesso dal 2016. Nel 2020, National Geographic Italia, ricompra i diritti del programma da Discovery. Il 1º Maggio 2020 pubblica le stagioni mai mandate in onda da Discovery, su Disney+ e promette che trasmetterà l'ottava stagione a fine primavera su National Geographic. 
In un episodio speciale della terza stagione, una Austin-Healey Sebring Sprite del 1962 destinata al British Motor Museum è stata restaurata con la conoscenza del proprietario, rompendo il formato della serie a causa del significato dell'auto, essendo stata guidata da un team di corse che includeva Steve McQueen, e Sir Stirling Moss, che appare nell'episodio.

## Il programma
Durante ogni episodio Tim e Fuzz prelevano un'auto storica alla quale il proprietario è particolarmente affezionato ma ne ha dovuto sospendere il restauro per problemi familiari o di salute. Il prelievo avviene su chiamata di amici e familiari del proprietario stesso e a sua insaputa. L'auto viene quindi portata in officina dove sarà controllata a fondo per verificarne le condizioni, dopodiché avrà inizio il lavoro di ripristino. Nel giro di tre settimane o meno Tim e Fuzz dovranno terminare alla perfezione il restauro interrotto. 
Tim si occuperà di reperire i pezzi mancanti anche ricorrendo a singolari espedienti mentre Fuzz insieme ai suoi meccanici si occuperà del restauro vero e proprio. Durante il programma Tim e Fuzz proveranno un'auto analoga a quella che stanno restaurando e, a volte, anche l'ultimo modello di quella serie.
Terminato il lavoro Tim organizza il piano per riconsegnare l'auto al proprietario il quale, incredulo, ne riprenderà il possesso e la guiderà.
Uno speciale andato in onda come terzo episodio della terza stagione ha visto la partecipazione di Sir Stirling Moss. Il restauro riguardava una Sebring Austin Healey Sprite del 1962, analoga a quella che a Sebring, nello stesso anno, fu condotta da una squadra formata da Steve McQueen e Sir Stirling Moss. Terminato il restauro, l'auto è stata collocata nell'Heritage Motor Center (ora chiamato British Motor Museum),. Nella gara del 1962 l'auto condotta da Moss vinse la classe, classificandosi al secondo posto assoluto. L'auto andò poi distrutta così che quella restaurata dal team rimane l'unica Sebring Sprite esistente al mondo.

## Episodi
Ogni stagione contiene 10 episodi.
| Stagione            | Episodi | Prima TV UK | Prima TV Italia |
| ------------------- | ------- | ----------- | --------------- |
| Prima stagione      | 10      | 2013        | 2016            |
| Seconda stagione    | 10      | 2014        | 2017            |
| Terza stagione      | 10      | 2015        | 2017            |
| Quarta stagione     | 10      | 2016        | 2018            |
| Quinta stagione     | 10      | 2017        | 2019            |
| Sesta stagione      | 10      | 2018        | 2020            |
| Settima stagione    | 10      | 2019        | 2020            |
| Ottava stagione     | 10      | 2020-2021   | 2020            |
| Nona stagione       | 10      | 2021        | 2022            |
| Decima stagione     | 10      | 2022        | Inedita         |
| Undicesima stagione | 10      | 2023        | Inedita         |
| Dodicesima stagione | 10      | 2024        | Inedita         |

### Speciale

#### 7 Day Challenge Special (2019)
| Titolo                 | Prima TV UK      | Prima TV Italia |
| ---------------------- | ---------------- | --------------- |
| 1959 Land Rover Part 1 | 14 febbraio 2019 | ?               |
| 1959 Land Rover Part 2 | 21 febbraio 2019 | ?               |

## Doppiatori italiani
| Doppiatori                                  | Nomi                                       |
| ------------------------------------------- | ------------------------------------------ |
| Roberto Certomà                             | Tim Shaw                                   |
| Andrea Lavagnino (St. 1-7) ? (St. 8 in poi) | Fuzz Townshend                             |
| Vittorio De Angelis                         | Jim Smallman (Voce narrante St. 1-3)       |
| Gabriele Trentalance                        | Phil Cornwell (Voce narrante St. 4-in poi) |
| Oliviero Dinelli                            | Phil Palmer David Gillanders               |
| Vladimiro Conti                             | Cliff                                      |